# Laški Rovt
Laški Rovt é um assentamento localizado no município de Bohinj na Eslovênia. Possuía uma população estimada de 40 habitantes em 2020.